# Ourapteryx nomurai
Ourapteryx nomurai là một loài bướm đêm trong họ Geometridae.